# Dioxazinfarbmittel

Triphendioxazin, orange

Dioxazinfarbmittel (Kurzbezeichnung für Triphendioxazinfarbmittel) sind Dioxazinfarbstoffe und Dioxazinpigmente mit einem polycyclischen Chromophor. Sie enthalten zwei 1,4-Oxazin-Einheiten mit drei anellierten Benzolringen und leiten sich vom Grundgerüst des Triphendioxazin (IUPAC: [1,4]Benzoxazino[2,3-b]phenoxazin) ab. Das unsubstituierte Triphendioxazin ist orange gefärbt, hat aber keine Bedeutung als Farbmittel.

## Geschichte
Auf dem Triphendioxazin-Chromophor basierende Farbmittel sind seit dem Jahr 1928 bekannt. Damals waren vor allem die sulfonierten Derivate von Bedeutung, die unter dem Trivialnamen Siriuslichtblau bekannt waren. Das unter dem Trivialnamen Carbazolviolett bekannt gewordene C.I. Pigment Violet 23 wurde erst 1952 entdeckt, wurde aber schnell kommerziell genutzt. Dieses Pigment ist noch heute der wichtigste Vertreter dieser Gruppe von Farbmitteln. Von anderen Derivaten ist heute nur noch C.I. Pigment Violet 37 als Nischenprodukt von Bedeutung.

## Wirkung

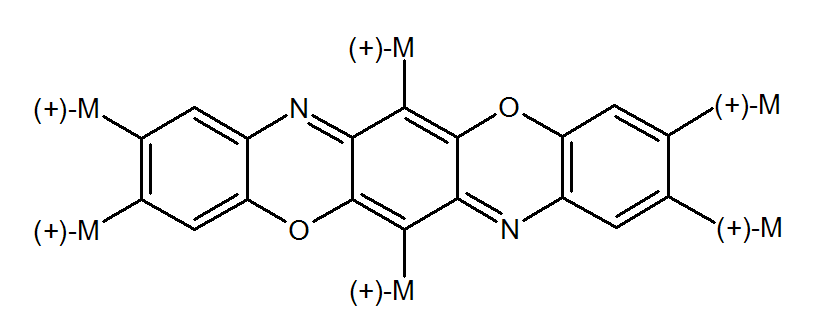
Substitutionsmuster der Dioxazin-Farbmittel

3,10-Diamino-6,13-dichlor-triphendioxazin, blau

Elektronen-Donatoren an den Positionen 2, 3, 6, 9, 10 und 13 verursachen eine bathochrome Verschiebung der Absorptionsbande. Derartige Derivate sind farbstarke, lichtechte und brillante, violett bis blaue Chromophore.

## Darstellung
Ausgehend von Chloranil (2,3,5,6-Tetrachlor-1,4-benzochinon) und zwei Teilen 1,4-Diaminobenzen lässt sich 2,5-Bis[(4-aminophenyl)amino]-3,6-dichlor-1,4-benzochinon darstellen, das in Oleum oxidativ cyclisiert werden kann.
Die heute im Handel befindlichen Dioxazinfarbmittel, die auf diesem Grundgerüst basieren, sind alle symmetrisch. In der Literatur sind jedoch auch unsymmetrische Dioxazinfarbmittel beschrieben.

## Verwendung
Dioxazine sind farbstarke, universell einsetzbare Farbmittel. Sie haben in tiefen Tönen ausgezeichnete Licht-, Wetter- und Überlackierechtheiten und sind relativ thermostabil (~ 150 °C). Wie bei allen Farbmitteln sind die Echtheiten in helleren Nuancen weniger gut. Zur Anwendung kommen sie in Lacken (Maler-, Industrie-, Automobil- und Pulverlacken) und in Dispersionsfarben. Weiterhin finden diese Pigmente Verwendung im Papierdruck.

### Pigmente

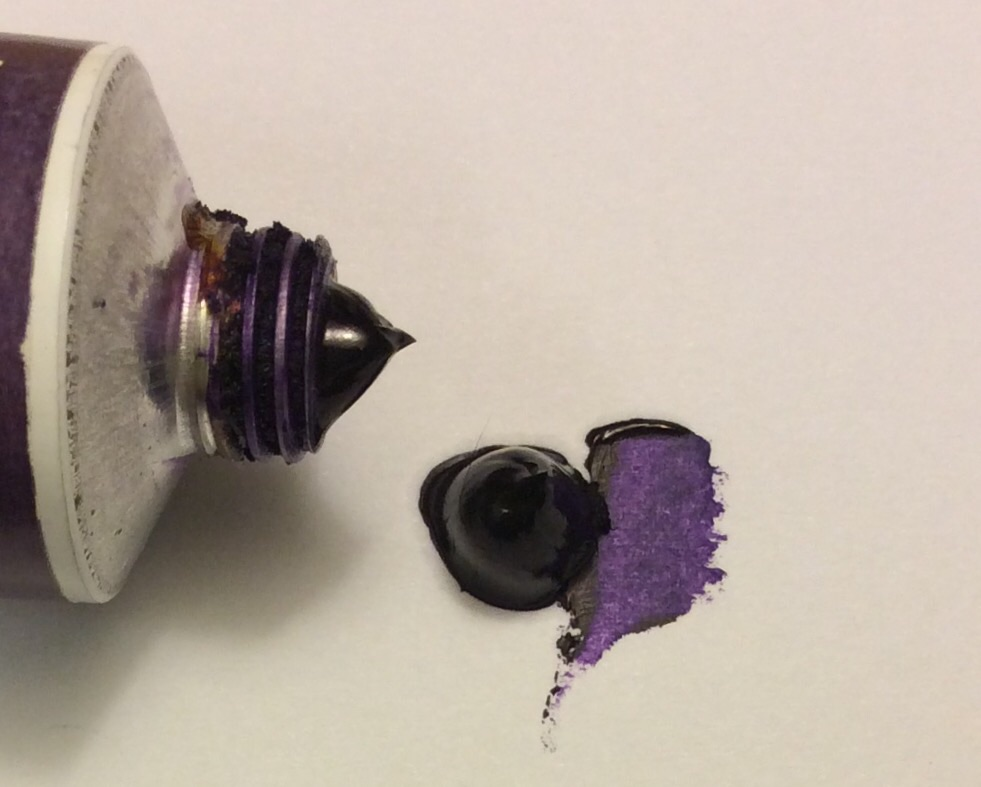
Ölfarbe mit Pigment Violet 23

Wichtige Handelsprodukte sind die violetten Pigmente C.I. Pigment Violet 23 und in geringerem Umfang C.I. Pigment Violet 37.

#### C.I. Pigment Violet 23

C.I. Pigment Violet 23

C.I. Pigment Violet 23 (auch Carbazolviolett) ist das farbstärkste kommerzielle organische Pigment. Es wird verwendet zur Einfärbung von Kunststoffen und Lacken, für Druckfarben und in weiteren Spezialgebieten, wie Künstlerfarben oder in violetten Kerzen. In Lacken wird es häufig zum Nuancieren von Kupferphthalocyanin genutzt. So wird für das reine Blau des Kupferphthalocyanins ein leichter Rotstich erreicht.
C.I. Pigment Violet 23 besitzt eine gute Licht- und Wetterechtheit. Es ist – wie die meisten organischen Pigmente – praktisch in allen Medien unlöslich und daher ungiftig. C.I. Pigment Violet 23 besitzt eine S-förmige Struktur:
In der Literatur findet sich noch häufig eine falsche Strukturformel des linearen Isomers. Die richtige Struktur wurde 1987 durch eine Röntgenstrukturanalyse ermittelt. Die industrielle Synthese von C.I. Pigment Violet 23 ist in der Zeichnung wiedergegeben. Das lineare Isomer lässt sich zwar auf anderem Wege im Labor synthetisieren, wurde aber wegen seiner aufwändigeren und teureren Synthese niemals technisch hergestellt.

#### C.I. Pigment Violet 37

C.I. Pigment Violet 37

C.I. Pigment Violet 37 ist etwas rotstichiger als C.I. Pigment Violet 23. Es wird in geringeren Mengen produziert und hauptsächlich im Metall-Dekodruck eingesetzt.

#### C.I. Pigment Blue 80

C.I. Pigment Blue 80

2001 wurde eine Kombination aus Dioxazin-Violett und Benzimidazolon als benzimidazolonmodifiziertes Dioxazinpigment vorgestellt und als C.I. Pigment Blue 80 registriert. Formal wurden die Carbazolreste durch Benzimidazolonreste ersetzt, was die Echtheiten (vor allem die Licht- und Wetterechtheit) von Benzimidazolon-Pigmenten mit der Farbstärke der Dioxazine kombiniert. Das Molekül besitzt die abgebildete lineare Form, wie durch NMR-Spektroskopie und Kristallstrukturanalyse aus Röntgenpulverdiagrammen gezeigt werden konnte. Das Pigment weist einen rotstichig blauen Farbton auf. Die Handelsprodukte konnten sich jedoch am Markt nicht durchsetzen.

### Farbstoffe

3,10-Diamino-6,13-dichlor-triphendioxazin-4,11-disulfonsäure

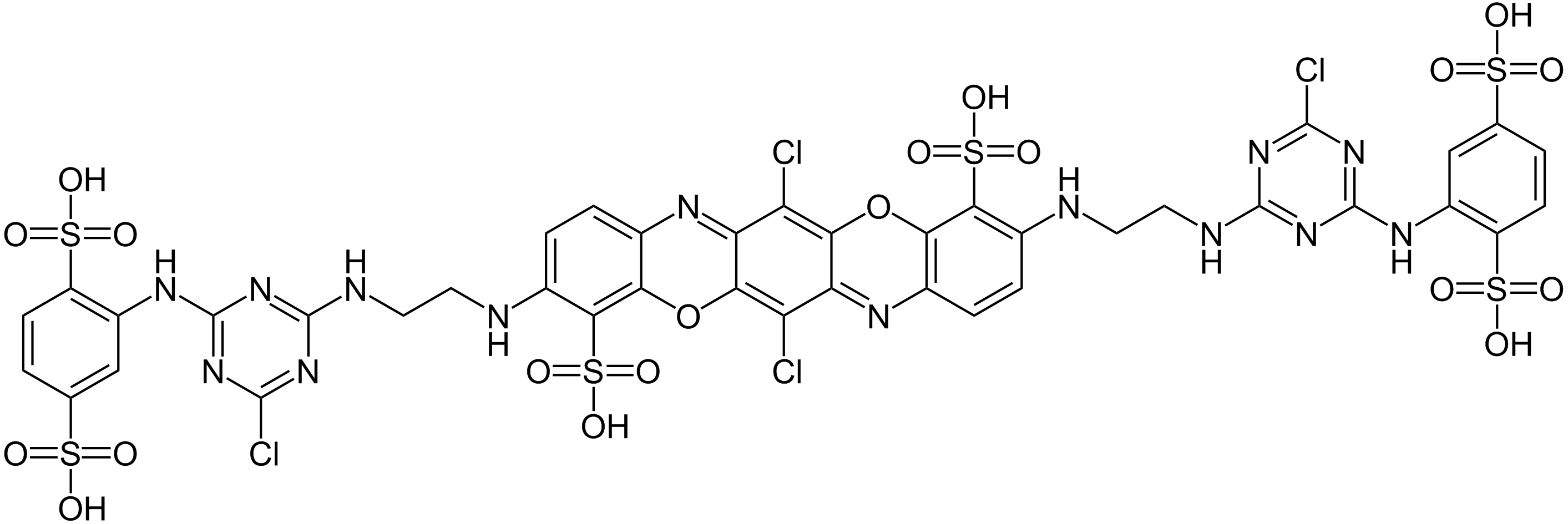
C.I. Reactive Blue 198

Im Gegensatz zu den per Definition in ihrem Applikationsmedium unlöslichen Pigmenten sind Farbstoffe löslich. Wasserlösliche Dioxazinfarbstoffe, wie sie in der Textilfärberei üblicherweise verwendet werden, werden durch die Einführung hydrophiler Gruppen (Sulfonierung) erreicht. Von dieser Struktur leiten sich viele Direktfarbstoffe ab. An die Aminogruppen können aber auch geeignete Reaktivanker (hier Cyanurchlorid) gekoppelt werden, wodurch sich Reaktivfarbstoffe für die Färbung von Baumwolle produzieren lassen. Mit dieser Farbstoffgruppe wird Baumwolle mit sehr guten Nassechtheiten brillantblau gefärbt.